# 圣福尔
圣福尔（法語：Saint-Fort，法語發音：[sɛ̃ fɔʁ]）是法国马耶讷省的一个旧市镇，属于贡捷堡区。2019年1月1日，圣福尔与市镇贡捷堡（马耶讷省副省会）和阿泽合并为新市镇马耶讷河畔贡捷堡（Château-Gontier-sur-Mayenne），新市镇接替贡捷堡成为马耶讷省的副省会。

## 地理
圣福尔（47°47'51"N, 0°43'17"W）面积10.79 平方千米，位于法国卢瓦尔河地区大区马耶讷省，该省份为法国西北部内陆省份，北起芒什省和奧恩省，西接伊勒-维莱讷省，南至曼恩-卢瓦尔省，东临萨尔特省。
与圣福尔接壤的市镇（或旧市镇、城区）包括：阿泽、贡捷堡、舍马泽、梅尼勒。
圣福尔的时区为UTC+01:00、UTC+02:00（夏令时）。

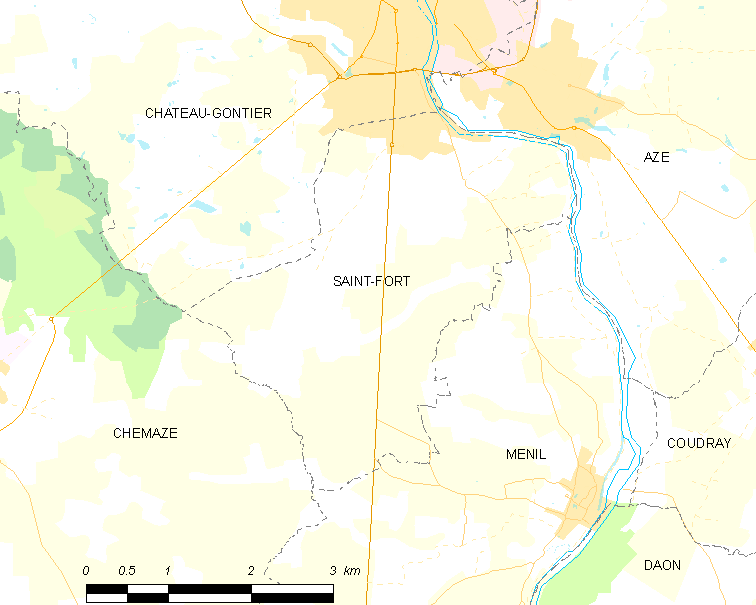
圣福尔的OSM定位图

## 行政
圣福尔的邮政编码为53200，INSEE市镇编码为53215。

## 政治
圣福尔所属的省级选区为马耶讷河畔贡捷堡第一县。

## 人口

1962-2008年间圣福尔人口变化图示

圣福尔于2018年1月1日时的人口数量为1687人。